# Giovanni Bastianini
Giovanni Bastianini, född den 17 september 1830, död den 29 juni 1868, var en italiensk bildhuggare. 
Bastianini var elev till Fedi och Torrini, slöt sig i sin konst närmast till renässansens quattrocentister, vilka han förmådde efterlikna i den grad, att en terrakottabyst (av Savonarolas vän, diktaren Benivieni) 1866 köptes till renässansavdelningen i Louvren; det var blott med nöd och näppe, efter överbevisande dokumentationer, att man i Paris ville medge att man tagit fel. Bastianini utförde vidare en byst av Savonarola, en målad lerstatyett av Giovanni dalle Bande Nere (Paris), en bacchantgrupp, arbeten, som gav löften om en fruktbar framtid, som emellertid blev hastigt avbruten genom konstnärens tidiga död.